# Pulitzer-Preis 1918
Der Pulitzer-Preis 1918 war die zweite Verleihung des renommierten US-amerikanischen Literaturpreises. Es wurden Preise in neun Kategorien im Bereich Journalismus und dem Bereich Literatur, Theater und Musik vergeben. Erstmals vergeben wurden die Preise in den Kategorien Dienst an der Öffentlichkeit, Newspaper History Award, Roman, Theater und Dichtung. Der Preis in der Kategorie Newspaper History Award wurde in folgenden Verleihungen nicht wieder vergeben.
Die Jury bestand aus zehn Personen, unter anderem der Präsident der Columbia-Universität Nicholas Murray Butler und Ralph Pulitzer, Sohn des Pulitzer-Preis-Stifters und Herausgeber der New York World.

## Preisträger
| Kategorie                                     | Preisträger                                                                                           | Begründung |
| --------------------------------------------- | --- | --- |
| Dienst an der Öffentlichkeit (Public Service) | The New York Times                                                                                    | Preis verliehen für die Veröffentlichung unterschiedlicher Reden und Dokumente von verschiedenen europäischen Staatsoberhäuptern. |
| Berichterstattung (Reporting)                 | Harold A. Littledale, New York Evening Post                                                           | Preis verliehen für eine Reihe von Artikel, die Missstände in den Gefängnissen von New Jersey aufdeckten.                         |
| Leitartikel (Editorial Writing)               | Unbekannter Autor, Louisville Courier Journal                                                         | Preis verliehen für die beiden Artikel Vae Victis! und War Has Its Compensation.                                                  |
| Newspaper History Award                       | Minna Lewinson und Henry Beetle Hough, Studenten an der School of Journalism der Columbia-Universität | Preis verliehen für Dienstleistung, die für die amerikanische Öffentlichkeit erbracht wurde.                                      |

| Kategorie                                                   | Preisträger                                               |
| ----------------------------------------------------------- | --------------------------------------------------------- |
| Roman (Novel)                                               | His Family von Ernest Poole                               |
| Theater (Drama)                                             | Why Marry? von Jesse Lynch Williams                       |
| Geschichte (History)                                        | History of the Civil War, 1861-1865 von James Ford Rhodes |
| Biographie oder Autobiographie (Biography or Autobiography) | Benjamin Franklin, Self-Revealed von William Cabell Bruce |
| Dichtung (Poetry)                                           | Love Songs von Sara Teasdale                              |